# O Azeitonense
O Azeitonense: orgão independente defensor dos interesses de Azeitão e arredores nasceu na localidade de Vila Nogueira de Azeitão em 3 de Agosto de 1919, sob a direção de Gastão Faria de Bettencourt e administração de  Manuel Faria de Bettencourt. Publicado aos domingos, tinha como missão defender os interesses de Azeitão e arredores, noticiar as grandes obras necessárias e os importantes melhoramentos para Azeitão e, portanto, os seus conteúdos  assentavam sobre o quotidiano azeitonense e a dinâmica da vila. Entre outras secções destaca a  de literatura, teatro e poesia; folhetins, anúncios comerciais e, pontualmente, pequenas ilustrações. Os seus textos tanto foram escritos para a circunstância editorial, como transcritos, alguns a título póstumo, contando com diversos nomes conhecidos entre os quais: Adolfo Portela, António Cândido, Latino Coelho, Teixeira Gomes, Ramalho Ortigão, Afonso Lopes Vieira, Antero de Quental, António Botto, António Correia d’Oliveira, Augusto Gil, Bocage, Cesário Verde, Eugénio de Castro, Fernando Caldeira, Gomes Leal, Guerra Junqueiro, Maria Cândida Parreira, Antônio da Costa Correia Leite, Nunes Claro, Inácio Monteiro e Vicente Arnoso. Teve a curta duração de um ano, terminando a publicação em 13 de julho de 1920.